# 赤嶺総理
赤嶺総理（あかみねそうり、1991年3月1日 - ）は、日本のお笑い芸人。吉本興業所属。NSC東京校19期生。放送作家としても活動している。

## 来歴
沖縄県那覇市出身。沖縄県立首里高等学校卒、琉球大学法文学部人間科学科中退。当初は金城ジョーと「すぽっと」というコンビを組んでいたが解散し、2016年以降はピンで活動。

## 人物
- 身長154cm。体重46kg。血液型はO型[2]。
- 趣味は大喜利、俳句、短歌、ネタ作り手伝い、酒[2]。
- 特技は楽屋で邪魔にならないところを見つけること[2]。
- 元ハガキ職人[1]。
- 自身が30歳になった事をきっかけに、坊主にした事がある[3]。

## 芸風
ネタは主にフリップ芸。大喜利が得意なことで知られている。

## エピソード

### 大喜利を始めたきっかけ
中3（14歳）の頃に、週刊少年ジャンプの読者投稿コーナー『じゃんぷる』に試しに送った一枚が採用され、上位入賞者への賞品目当てで大喜利を始める。翌年、同コーナー『ジャンプ魂』初代王者となる。 
当時、交流は無かったが同じ高校で同級生だった仲間りょう（『磯部磯兵衛物語〜浮世はつらいよ〜』作者）に「ジャンプで新人賞を獲ったらしい」と伝わる。

### 俳句を始めたきっかけ
高校で俳句部の顧問にスカウトされ入部。俳句甲子園への出場、伊藤園お〜いお茶新俳句大賞への投句などを行う。

### 着信御礼!ケータイ大喜利
『着信御礼!ケータイ大喜利』（NHK総合）2007年10月21日放送で初採用され、2013年1月13日放送でレジェンド第40号となる。
2014年3月、NSC東京在学中に沖縄で公開収録が行われると知り、自費で沖縄に帰り観覧席から収録に参加。MCの今田耕司からの助言で、本名ではなく赤嶺総理で活動することを決意する。のちにテレビ番組『本能Z』（CBCテレビ）で今田と番組共演した際、今田は助言した事を全く覚えていない反応だった。

### ラジオ
『ロバート、キングコング、インパルスのガッチャガッチャ本』をラジオ本と知らずに購入し、ラジオにも投稿コーナーがあることを知る。ラジオ初採用は2007年頃の『インパルスのガッチャガッチャ』（文化放送）。
主に『オードリーのオールナイトニッポン』（ニッポン放送）『バナナマンのバナナムーンGOLD』（TBSラジオ）『バカリズムのオールナイトニッポンGOLD』（ニッポン放送）『トータルテンボスのよしもと下克上』（TBSラジオ）に投稿。特に『よしもと下克上』では多く採用されていた。『エレ片のコント太郎』（TBSラジオ）『山里亮太の不毛な議論』（TBSラジオ）『有吉弘行のSUNDAY NIGHT DREAMER』（JFN）『ハガキ職人のウタゲ!』（NHKラジオ第1）『バカリズムのトイレとラジオ』（ニッポン放送）『バカリズムのオールナイトニッポンPremium』（ニッポン放送）『EXITのオールナイトニッポン0』（ニッポン放送）でも採用されたことがある。

### 放送作家としての活動
『フットンダ王決定戦2015』（中京テレビ）に出場した際に、同じく出場していた流れ星の目に留まったことをきっかけに、単独ライブのネタ作家として参加。他にも多数の芸人のネタ作りを手伝う。

### ゴハンアザラシ
「冷凍庫でゴハンアザラシを飼っています。」という、ラップに包んだご飯をアザラシの形にしたものを載せたツイートが5万リツイートされ、情報番組などで取り上げられた。

## 受賞歴
- 2008年 第十九回伊藤園お〜いお茶新俳句大賞 佳作特別賞（「秋天やつま先は地についたまま」）
- 2014年12月29日 『フットンダ王決定戦2015出場枠争奪！勝ち抜きバトル』優勝
- 2015年11月21日 『島ぜんぶでおーきな祭presents 城跡 de おーきな寄席』優勝
- 2016年 平成27年度NHK全国俳句大会 二句秀作（「蜻蛉ちくちくと破れた空を縫う」「ふりかへるたび淡くなる山桜」）
- 2017年4月23日 『短歌de胸キュン』入選（NHK Eテレ）
- 2018年6月17日 『NHK短歌』入選（NHK Eテレ）
- 2019年7月6日 『転脳児杯決勝戦19』優勝

## 出囃子
- ルロイ・アンダーソン 『タイプライター』

## 出演

### テレビ
過去のレギュラー
- 俳句さく咲く！（NHK Eテレ、2015年度）
- おっほ〜ゴッホみたいに言うな‼︎〜（TVQ九州放送、2016年9月18日初出演 - 2018年3月26日）準レギュラーとして主に大喜利企画に出演。

単発・スペシャル
- オイコノミア（NHK Eテレ、2013年10月29日、2017年10月11日、11月1日、2018年1月10日）
- フットンダ（中京テレビ）『フットンダ王決定戦2015出場枠争奪！勝ち抜きバトル』で優勝し『フットンダ王決定戦2015』2015年1月1日出演[1]。決勝進出。
- IPPONスカウト（フジテレビ、2015年11月7日、2016年6月4日）
- 本能Z（CBCテレビ、2016年3月26日）ピース綾部イチオシの後輩として出演。
- ナカイの窓～昭和VS平成 女芸人SP～（日本テレビ、2017年12月7日）
- 要博士の異常な映画愛〜勝手にセリフ変えてみました〜（テレビ東京、2017年10月16日 - 12月18日）異常な映画愛委員会の会員として作品を提出。
- 一夜づけ（テレビ東京、2018年3月11日、18日）

### インターネットテレビ
過去のレギュラー
- 囚人大喜利（ニコニコ生放送、2015年10月 - 2017年3月22日）隔週水曜日深夜放送[注 1]。
- 囚人大喜利α（ツーラビッツチャンネルFRESH、2017年4月12日 - 2017年10月26日）隔週水曜日深夜放送。

単発・スペシャル
- R藤本の水曜はじけてまざれ!（ニコニコ生放送、2014年4月16日初出演）以降数回出演。
- R藤本のユーモアチャンネル（ニコニコ生放送、2015年12月10日初出演）以降数回出演。
- 新生紀ドラゴゲリオンZ（ニコニコ生放送、2017年2月5日初出演）以降数回出演。
- Abema杯 第1回フリップ芸-1グランプリ（AbemaTV、2017年7月8日）決勝進出。
- スピードワゴンの月曜The NIGHT（AbemaTV、2017年3月21日初出演）以降、大喜利企画に出演。
- 渋谷オルガン坂生徒会（DHCテレビ、2019年8月3日、2020年1月11日）
- タカサ大喜利倶楽部（YouTube、2019年11月配信分（第49回〜第52回））

### 雑誌
- 『ONE PIECE』「60巻 65巻 読者投稿絵コーナー・ウソップギャラリー海賊団」掲載。
- 『ボボボーボ・ボーボボ ハジケカードゲーム』カード案募集にて採用、商品化。
- 『マンスリーよしもとPLUS』笑いのスタジアム（大喜利）MONTHLY FORUM（キャッチフレーズ・イラスト）複数回採用。
- 『着信御礼!ケータイ大喜利オフィシャルブック』『ふたたび着信御礼！ケータイ大喜利オフィシャルブック』掲載。
- 『書き出し小説』掲載。
- 『バカリズムのエロリズム論』掲載。
- 『耐え子の日常』案出しで参加。
- 『ペペペペン議員』脚本で参加。
- 『又吉直樹マガジン 椅子』椅子にまつわる俳句とエッセイを寄稿。